# Praleurocerus viridis
Praleurocerus viridis is een vliesvleugelig insect uit de familie Encyrtidae. De wetenschappelijke naam is voor het eerst geldig gepubliceerd in 1966 door Agarwal.